# Palenie

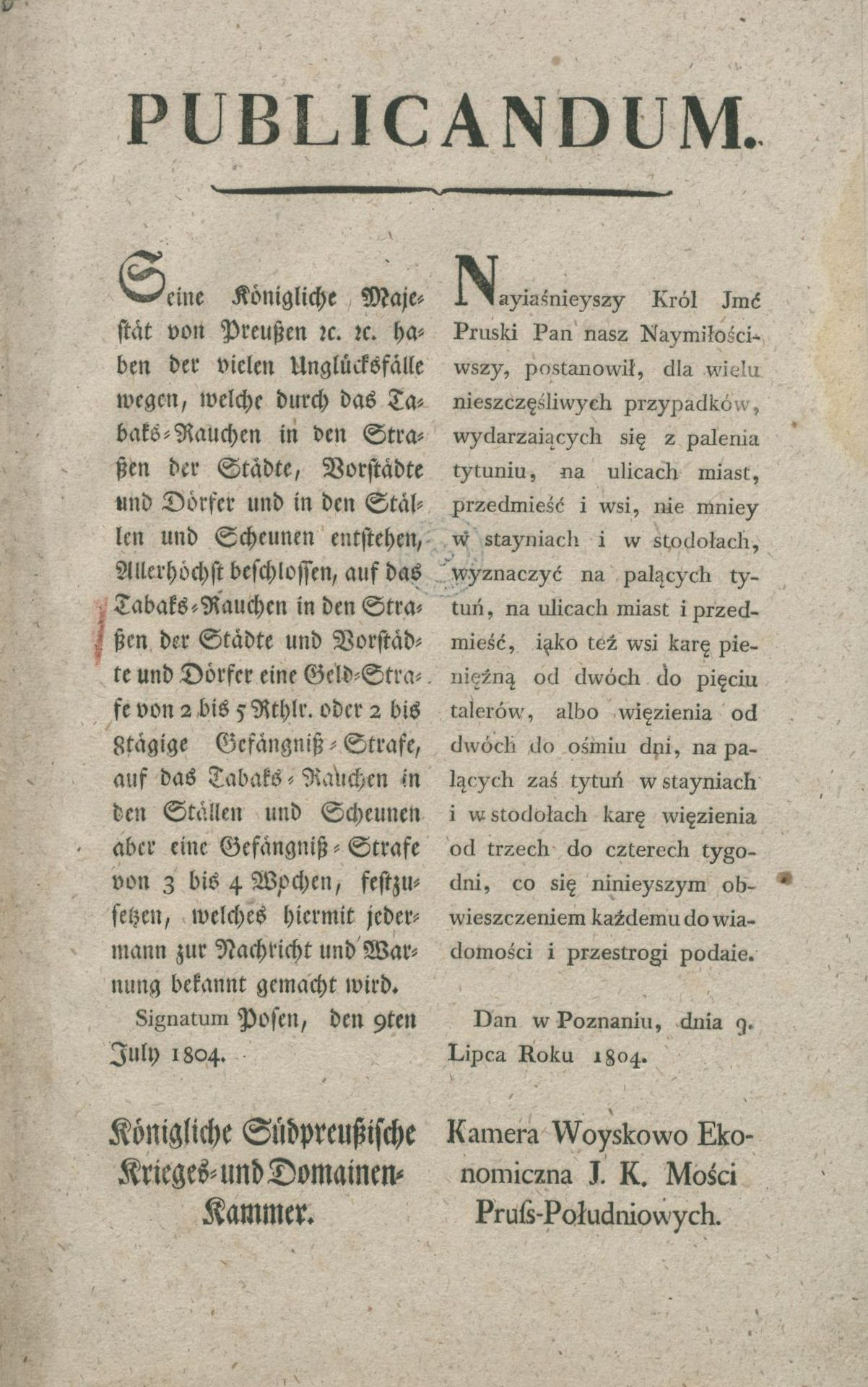
Zakaz palenia w miejscach publicznych wprowadzony przez króla pruskiego w 1804 r.

Palenie używek – okazjonalne lub nawykowe rekreacyjne używanie niektórych używek, konsumowanych poprzez przyjmowanie drogą wdychania (inhalowania) dymu powstającego w wyniku ich spalania. Większość z palonych używek uznawana jest za uzależniające. Owe specyfiki podczas spalania uwalniają substancje aktywne, takie jak np. nikotyna czy THC, które są następnie wchłaniane przez płuca. Jednakże palenie może być praktykowane również jako część rytuałów, w celu wywołania transów, bądź aby doznać duchowego oczyszczenia.

## Historia palenia
Historia palenia datowana jest na 5000 lat p.n.e. i wzięła swoje początki od szamańskich rytuałów. Wcześniej palenie ewoluowało w związku z religijnymi ceremoniami, jako rodzaj ofiary składanej bóstwom, w rytuale oczyszczenia, jak również pozwalało szamanom zmieniać stan ich umysłów w celu osiągnięcia duchowego oczyszczenia. Po tym jak Ameryki zostały zbadane i podbite przez Europejczyków, praktyka palenia tytoniu rozprzestrzeniła się po całym świecie. W regionach takich jak: Indie czy Afryka Subsaharyjska palenie tytoniu połączyło się z istniejącymi już praktykami palenia (głównie konopi). W Europie zaowocowało to pojawieniem się nowego typu aktywności społecznej i formy spożywania środków o działaniu narkotycznym, która wcześniej nie była znana.
Wyobrażenia dotyczące palenia były różne w zależności od czasu i miejsca: palenie było to święte, to grzeszne, raz wyrafinowane, innym razem wulgarne, było panaceum, jak również śmiertelnym zagrożeniem dla zdrowia. Dopiero niedawno, zwłaszcza w uprzemysłowionych krajach Zachodu, palenie zostało przedstawione w zdecydowanie negatywnym świetle. Wiele starożytnych cywilizacji, takich jak: Babilonia, Indianie czy Chiny paliło kadzidła, jako część religijnych rytuałów, tak jak robili to Izraelici, a później także katolicy i Kościoły ortodoksyjne. W Ameryce palenie wzięło swoje początki od szamańskich ceremonii palenia kadzideł, później zaś stosowane było dla przyjemności, jako narzędzie społeczne. Palenie tytoniu oraz wielu innych środków o działaniu halucynogennym było używane w celu wywołania transów oraz aby osiągnąć kontakt ze światem duchów..
W Europie przed odkryciem Ameryki istniał zwyczaj wdychania palonych ziół leczniczych i owoców (co miało chronić przed chorobami). Jak podaje Krzysztof Kolumb na wyspach Bahama w 1492 roku spotkał on tam palących tubylców. Palenie było dla nich rytuałem (fajką pokoju). Tytoń sprowadzili do Europy po raz pierwszy Hiszpanie dopiero w XVI wieku..

## Techniki
Obecnie najpowszechniejszą metodą palenia są papierosy, głównie wytwarzane fabrycznie, jest również możliwość skręcania ich własnoręcznie za pomocą gilzy (cienkiej bibułki) i tytoniu. Innymi wyrobami, chociaż nie tak popularnymi jak papierosy, są: fajki, cygara, fajki szklane, fajki wodne, tzw. szisze.

## Substancje i ich status
Palenie tytoniu jest jednym z najpopularniejszych rodzajów palenia. Jest praktykowane przez ponad miliard dojrzałych ludzi na całym świecie. Nieco mniej popularne jest palenie konopi (marihuany i haszyszu), syntetycznych kannabinoidów czy szałwii wieszczej. Praktykowane jest także palenie szeregu substancji klasyfikowanych jako twarde narkotyki (np. opium, heroiny, metamfetaminy czy cracku), ale ich użycie jest ograniczone. 
W Polsce tytoń jest dostępny z pewnymi ograniczeniami w obrocie handlowym, ziele konopi oraz opium są substancjami dostępnymi legalnie wyłącznie w obrocie aptecznym jako surowce farmaceutyczne wydawane na receptę dedykowaną dla środków odurzających (rpw), a pozostałe z nich nie są w ogóle dostępne w legalnym obrocie, natomiast regulacje zagraniczne dotyczące legalności tych substancji są bardzo zróżnicowane.

## Zakazy palenia

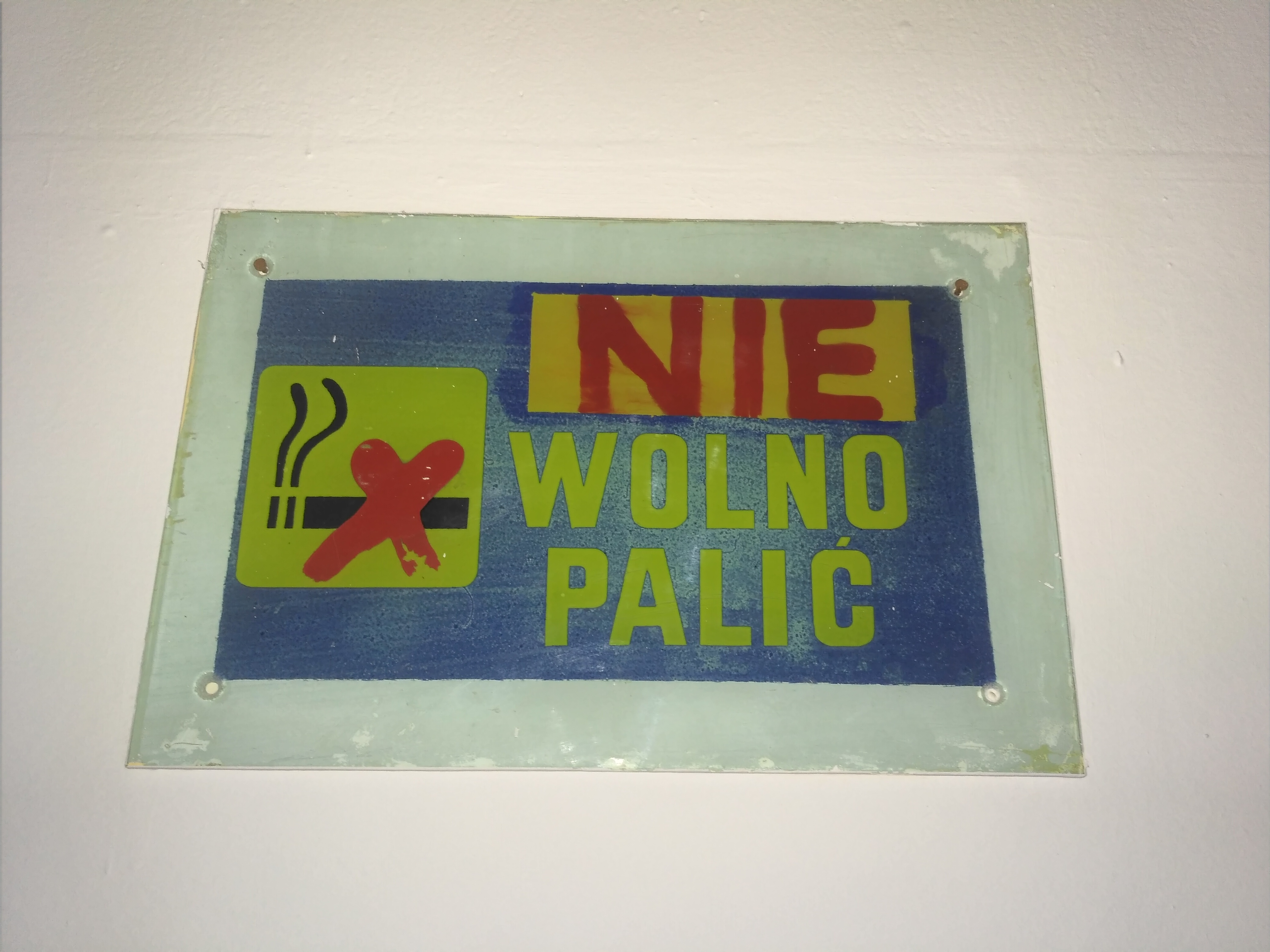
Zakaz palenia

Już w 1603 roku Jakub I Stuart, król Anglii, nakazał publikację broszury, która krytycznie odnosiła się do palenia. Również w Rosji car Michał Fiodorowicz Romanow wydał w 1634 roku rozporządzenie zakazujące palenia. Palących schwytanych tam wówczas na gorącym uczynku karano chłostą w gołe pięty, osobom powtórnie przyłapanym na paleniu obcinano nos. Przyłapany na paleniu po raz trzeci skazywany był na karę śmierci. Zakaz ten został zniesiony dopiero w 1697 przez cara Piotra I Wielkiego. W 1642 roku bullę zabraniającą palenia w kościołach Sewilli wydał papież Urban VIII. W 1650 roku palenia w bazylice św. Piotra zabronił Innocenty X. W 1757 podobny zakaz obowiązywał podczas procesji w Boże Ciało w Kolonii. W Berlinie obowiązywał zakaz palenia na wszystkich ulicach publicznych do czasu rewolucji marcowej (1848). Z amatorami palenia bezwzględnie obchodzono się też w Turcji. Jeden z osmańskich sułtanów kazał karać za wąchanie tytoniu rozcinaniem wargi. Natomiast osobom schwytanym na paleniu wpychano przez nos fajkę a potem je wieszano. Ustawa parlamentu tureckiego z 1997 roku zabrania pod groźbą kary grzywny palenia zarówno papierosów, cygar jak i fajek we wszelkich obiektach użyteczności publicznej (w tym w przedszkolach, szkołach, uczelniach, biurach, bankach, obiektach sportowych, szpitalach, dworcach, w środkach komunikacji publicznej i na lotniskach).
Podobne zakazy już w 1998 roku obowiązywały w ponad 90 krajach. Przykładowo w stanie Kalifornia nie wolno pod karą grzywny palić w jakimkolwiek pomieszczeniu z wyjątkiem własnego mieszkania – nie wolno więc też palić ani w barach, ani w restauracjach. Natomiast gdy ktoś pali na świeżym powietrzu, może to robić w odległości nie bliższej niż 7 metrów od najbliższego domu. Zakaz palenia obowiązuje w zasadzie wszędzie, gdzie ktoś mógłby odnieść wrażenie, że wbrew własnej woli musi wdychać dym. Podobne zakazy stosowane są w Nowym Jorku. W Belair (stan Teksas) zakaz palenia obowiązuje także w parkach publicznych.
W Bhutanie obowiązuje całkowity zakaz palenia w miejscach publicznych oraz sprzedaży papierosów na terenie całego kraju. 
Również niektóre społeczności religijne (np. Świadkowie Jehowy czy Kościół Adwentystów Dnia Siódmego) są zobowiązane do kategorycznego wystrzegania się palenia i zażywania tytoniu.

### Zakazy palenia w III Rzeszy
W późnych latach 1930. naziści stopniowo wprowadzali prawo zwalczające palenie. W 1938 Luftwaffe i Reichspost wprowadziły zakaz palenia. Podobne zakazy wprowadzono również w zakładach opieki zdrowotnej, urzędach publicznych i domach wypoczynkowych. Położnym zabroniono palenia na służbie. W 1939 NSDAP uznała za nielegalne palenie we wszystkich swoich siedzibach, a Heinrich Himmler, ówczesny szef SS, ograniczył służbom policyjnym i SS możliwość palenia na służbie. Palenie było również zabronione w szkołach.
W 1941 roku w 60 niemieckich miastach zabroniono palenia w tramwajach. Zakaz palenia obowiązywał również w schronach, choć w niektórych wprowadzono osobne pomieszczenia na palarnie. Kolejny krok w kampanii antynikotynowej nadszedł w lipcu 1943, gdy zabroniono publicznego palenia osobom w wieku poniżej 18 lat. W następnym roku zabroniono palenia w autobusach i kolei miejskiej. Dokonano tego z osobistej inicjatywy Adolfa Hitlera, który obawiał się, że konduktorki mogłyby być ofiarami biernego palenia.

### Zakazy palenia w XXI wieku
Konsekwencją potwierdzenia ryzyka dla zdrowia ze strony biernego palenia było wprowadzenie ogólnego zakazu palenia w miejscach serwujących jedzenie i picie (restauracjach, kawiarniach, klubach nocnych) w Norwegii 1 czerwca 2004, w Szwecji 1 czerwca 2005 oraz w wielu częściach Ameryki.
Zakazy palenia z czasem zwiększyły swój zasięg na więcej państw (takich jak Islandia i Szkocja) oraz okręgi administracyjne innych (np. stan Nowy Jork, Waszyngton, Ohio i Arkansas w USA), zabraniając teraz palenia w budynkach użytku publicznego, jak również w prywatnych budynkach użyteczności publicznej (restauracjach, klubach). Wiele budynków posiada specjalne wentylowane pomieszczenia dla palących; niekiedy wydzielenie takiej przestrzeni jest nakazane przez prawo.
Nawet w krajach tradycyjnie postrzeganych za naród palaczy, badania ankietowe wykazały poparcie dla zakazów palenia, jak chociażby 70% we Francji.
W ciągu pierwszych osiemnastu miesięcy od wprowadzenia w mieście Pueblo w stanie Kolorado zakazu palenia, szpitale zanotowały 27% spadek zgłoszeń ataków serca. W zgłoszeniach z sąsiednich miast, które nie przyjęły zakazu palenia, nie zanotowano zmian. Doktor Raymond Gibbons, prezes Amerykańskiego Stowarzyszenia Kardiologicznego, powiedział, że „spadek liczby ataków serca w ciągu pierwszego półtora roku po wprowadzeniu zakazu palenia jest najprawdopodobniej związany ze zmniejszeniem efektów, jakie wywierało na zdrowie bierne palenie, będące znaczącym czynnikiem w powodowaniu zawałów serca".
15 listopada 2010 w Polsce weszły w życie przepisy ograniczające palenie w miejscach publicznych. Obejmuje on m.in. lokale gastronomiczno-rozrywkowe, miejsca pracy, szpitale, teren uczelni, miejsca przeznaczone do zabaw dzieci, przystanki komunikacji publicznej, pomieszczenia obiektów sportowych oraz inne pomieszczenia użytku publicznego. Zakaz palenia obejmuje też tzw. E-papierosy, czyli „papierosy elektroniczne", których składnikiem jest glikol propylenowy lub gliceryna, substancje aromatyczne i nikotyna w czystej postaci.